# Cordilheira Branca
A cordilheira Branca (em castelhano:  Cordillera Blanca) é uma subcordilheira dos Andes, no Peru. Tem 180 km de comprimento. O seu ponto mais alto é o Huascarán. Conjuntamente com a Cordilheira Negra (a oeste da Cordilheira Branca) forma o callejón de Huaylas pelo qual flui o rio Santa no departamento de Ancash.

## Origem
A Cordilheira Branca é o resultado do levantamento da placa Sul-Americana por ação da placa de Nazca que se introduz sob esta. Através de milhões de anos formou-se a Cordilheira Branca na zona norte do Peru.

## Reserva natural
Praticamente a toda a cordilheira está protegida pelo Parque Nacional Huascarán, paraíso de cumes nevados. Nela se situam picos como o Huandoy e o Huascarán (a montanha mais alta do Peru), e 663 glaciares, 269 lagoas, entre as quais se destacam lagoas como as de Llanganuco e 42 rios, além de 33 sítios arqueológicos.

## Montanhas mais altas

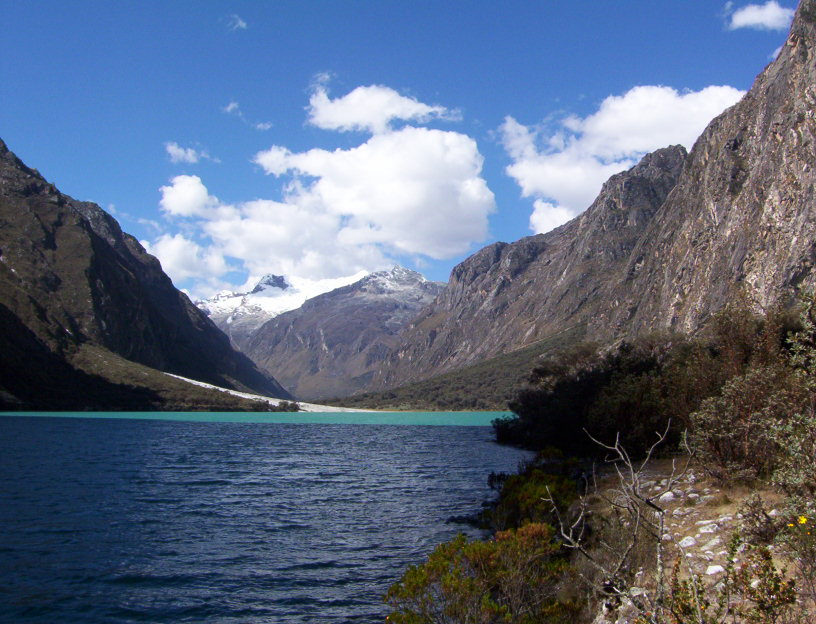
Lagoas de Llanganuco a 3860 m. Outro dos atrativos do Parque Nacional Huascarán.

Se se tomar um critério de 400 metros de proeminência topográfica para selecionar picos separados, então há 16 picos acima dos 6000 m de altitude na Cordilheira Branca, e outros 17 picos acima dos 5500m. Huascarán Sur, o pico mais alto, tem normalmente duas altitudes citadas - 6746 m o mapa IGN peruano, e 6768 do mapa de exploração OEAV.
A Cordilheira Branca inicia com o Nevado de Tuco e termina no nevado de Champará e o rio Santa tem origem na lagoa Conococha e corre por Callejón de Huaylas entre a Cordilheira Branca e Cordilheira Negra.
A Cordilheira Huayhuash coroada por 7 picos que superam os 6000 m situados a 110 km, a sul de Huaraz a 50 km, a sudoeste da Cordilheira Branca. Nesta cordilheira fica o segundo nevado mais alto do Peru, Yarupajá, com 6634 m, onde se pratica, os desportos de aventura trekking, montanhismo, hipismo, bicicleta de montanha, e pesca. A boa temporada para o desporto de aventura e de alta montanha é entre abril e outubro. No nevado de Siula Grande foi filmado Touching the void onde Rodolfo Reyes Oropeza trabalhou duramente junto com os escaladores Joe Simpson, Simón Yates e Kevin MacDonal (diretor).
Na Cordilheira Branca, Cordilheira Huayhuash e a Cordilheira Raura são praticados desportos de aventura como o circuito de Santa Cruz - Vaqueria - Olleros - Chavín, Cedros - Vaqueria, Santa Cruz - Ulta. Cidades como Huaraz ey Caraz, são o centro de operações de alta montanha, a 407 e 467 km a norte de Lima, respetivamente. A partir de Caraz acede-se aos nevados Huandoy N, O e E, Alpamayo, Santa Cruz (Perú), Quitaraju, Taulliraju, Pirámide e Artesonraju. A partir de Huaraz está-se próximo aos nevados Vallunaraju, Ranrapalca, Cayesh, Ishinca, Urus e Tocllaraju. A partir de Carhuaz acede-se a Hualcan e Copa. A partir de Mancos ao nevado Huascarán e de Yungay aos nevados Pisco, Yanapaccha, Chopicalqui, Chacraraju e Huandoy .
| Picos mais famosos     |                      |                   |                      |                     |
|                        |                      |                   |                      |                     |
| Huascarán (6768 m)     | Huandoy (6395 m)     | Huantsan (6395 m) | Chopicalqui (6354 m) | Chacraraju (6108 m) |
|                        |                      |                   |                      |                     |
| Contrahierbas (6036 m) | Artesonraju (6025 m) | Alpamayo (5947 m) | Pisco (5760 m.)      | Perlilla (5587 m)   |